# Ngoại thích
Ngoại thích (tiếng Trung: 外戚; bính âm: wàiqī; Người thân bên ngoại) là cụm từ thường được dùng trong thời phong kiến tại các nước Á Đông như Trung Quốc, Việt Nam, Nhật Bản, Triều Tiên dùng để chỉ những lực lượng chính trị trong triều đình phong kiến có nguồn gốc là người thân của họ ngoại nhà vua như họ hàng của hoàng hậu, hoàng thái hậu hoặc thái phi.
Do đặc điểm phong kiến tập quyền cao độ ở phương Đông với quyền lực tập trung hầu hết trong tay vua, lực lượng ngoại thích đôi khi đóng vai trò rất quan trọng trong cán cân quyền lực tại triều đình phong kiến, đặc biệt là trong trường hợp vua nhỏ tuổi được nhiếp chính bởi hoàng hậu hoặc hoàng thái hậu. Sử sách các nước Á Đông đã ghi lại nhiều cuộc chính biến hoặc nổi loạn được lực lượng ngoại thích châm ngòi, ngoại thích đôi khi còn lật đổ triều đại cũ để lập ra một triều đại mới.

## Trung Quốc
Kể từ khi Tần Thủy Hoàng thống nhất Trung Quốc và thực hiện chế độ phong kiến tập quyền với toàn bộ quyền lực tập trung vào tay hoàng đế, vai trò của lực lượng ngoại thích đã bắt đầu xuất hiện ngay từ thời kỳ đầu của nhà Hán khi Lã hậu tuy không nhiếp chính nhưng nắm gần như toàn bộ quyền lực thời Hán Huệ Đế. Ngoại thích họ Lã dưới thời Lã hậu đã có nhiều người làm trọng quan trong triều và chèn ép các lực lượng quý tộc khác, dẫn đến việc sau khi Lã hậu qua đời, các công thần cũ như Giáng hầu Chu Bột và Trần Bình đã lập mưu giết hết các tướng họ Lã để trừ bỏ quyền lực của ngoại thích. Tới thời Hán Vũ Đế vua đã bắt đầu tính tới mối lo ngoại thích khi ấu chúa lên ngôi bằng cách cử ba phụ chính đại thần là Hoắc Quang, Thượng Quan Kiệt và Kim Nhật Di để phò tá Hán Chiêu Đế, tuy vậy đến cuối đời Tây Hán thời Hán Bình Đế, Hán Ai Đế, ngoại thích lại hoành hành trở lại. Vương Mãng, một người xuất thân từ lực lượng ngoại thích, thậm chí đã lật đổ nhà Hán để lập nên một triều đại mới lấy tên nhà Tân. Nạn ngoại thích thời này đã được Ban Cố ghi lại trong Hán thư phần Ngoại thích truyện.
Sau thời Tây Hán, lịch sử lại tiếp tục ghi lại nhiều lần ngoại thích chuyên quyền lấn át cả hoàng đế và triều đình, họa hoạn quan và ngoại thích chính là hai nguyên nhân quan trọng dẫn tới sự sụp đổ của nhà Đông Hán. Trong lịch sử có thể kể tới các nhân vật ngoại thích nổi tiếng như:
- Nhà Tây Hán: Vệ Thanh thời Hán Vũ Đế; Hoắc Quang thời Hán Chiêu Đế và Hán Nguyên Đế; Vương Mãng thời Hán Thành Đế.
- Nhà Đông Hán: Đậu Hiến thời Hán Chương Đế; Lương Ký thời Hán Hoàn Đế; Hà Tiến thời Hán Linh Đế; Tào Tháo thời Hán Hiến Đế.
- Nhà Đường: Dương Quốc Trung thời Đường Huyền Tông.

Võ Tắc Thiên thời nhà Đường là trường hợp duy nhất trong lịch sử Trung Quốc dựa vào lực lượng ngoại thích của mình để từ vị trí hoàng hậu nhiếp chính trở thành nữ hoàng đế. Về cuối đời nhà Thanh Từ Hi Thái Hậu tuy cũng nắm quyền lực tuyệt đối, thao túng hoàng đế theo ý mình nhưng bà không tự mình lên ngôi hoàng đế.

## Nhật Bản
Tại Nhật Bản, hoàng tử, công chúa thường được giao cho họ ngoại nuôi dưỡng, vì vậy ngoại thích cũng nhiều lần đóng vai trò quan trọng trong triều đình Nhật Bản, có thể kể tới họ Fujiwara thời kỳ Heian hay họ Soga.

## Triều Tiên
Lịch sử Triều Tiên cũng ghi lại nhiều lần khuynh đảo triều đình của lực lượng ngoại thích như thời Triều Tiên Trung Tông có họ Yun Papyeong, cuối triều đại này lại có họ Kim Andong của Thuần Nguyên Vương hậu

## Việt Nam
Trong Lịch sử Việt Nam, lực lượng ngoại thích từng nhiều lần giành quyền lực từ tay nhà vua. 
- Dương Tam Kha là anh của Dương hậu vợ vua Ngô Quyền, ông được vua ủy thác phò tá con trưởng Ngô Xương Ngập nhưng ông đã tự lập làm vua. Sau này ông bị Ngô Xương Văn (em của Xương Ngập) lật đổ và bị giáng làm Chương Dương Công.
- Điện Tiền Chỉ huy sứ Lý Công Uẩn là phò mã của vua Lê Đại Hành, đã lên ngôi vua sau cái chết của Lê Long Đĩnh.
- Họ Trần cuối thời nhà Lý có thể coi là ngoại thích vì có người trong họ là Trần Cảnh làm chồng của nữ hoàng đế Lý Chiêu Hoàng. Trần Thủ Độ lợi dụng sự suy yếu của nhà Lý đã giành toàn bộ quyền lực về tay họ Trần để lập ra nhà Trần. Chính vì sự kiện này mà nhà Trần sau đó hầu như chỉ thực hiện hôn phối trong nội tộc để tránh nạn ngoại thích, nhưng cuối cùng chính nhà Trần đã không thể tránh khỏi kết cục như nhà Lý khi một ngoại thích là Hồ Quý Ly, họ hàng của cung phi vua Trần, đã tiếm ngôi và lập ra nhà Hồ.
- Thời Lê Trung Hưng, chính quyền Chúa Trịnh dù nắm mọi quyền hành nhưng nhiều lần gả con gái hay cháu họ cho vua Lê. Các hoàng hậu thời Lê Trung hưng đa số mang họ Trịnh.

Ngoại trừ các trường hợp thay ngôi hay chiếm quyền lực, một số ngoại thích cũng đóng góp đáng kể vào việc xây dựng và bảo vệ quốc gia như Tô Hiến Thành, Trần Quốc Tảng, Lê Sát, Lê Ngân, Ngô Từ, Vũ Xuân Cẩn...